# 사원주주회사
사원주주회사(社員株主會社, Employee stock owned company)는 기본적으로 회사의 사원이 주주가 되어 주식의 일부를 소유하는 회사로 이런 방식을 ESOP(Employee Stock Ownership Plan)이라고 한다.

## 대한민국의 사원주주회사
- 경향신문
- 내일신문

## 같이 보기
- 주식회사